# José María Valverde
José María Valverde Pacheco (Valencia de Alcántara, 26 gennaio 1926 – Barcellona, 6 giugno 1996) è stato un poeta, linguista, traduttore, saggista e critico letterario spagnolo.

## Biografia
Nato in Estremadura, Valverde divenne lettore di spagnolo dell'Università di Roma nel 1949: in virtù di questo incarico visse a Roma per alcuni anni. Nel 1953 divenne professore di estetica all'Università di Barcellona, ma si dimise nel 1965; nel 1967 e nel 1968 fu professore di Letteratura spagnola all'Università della Virginia, e in seguito diresse il dipartimento di ispanistica dell'Università di Trent, in Canada.

## Opere

### Curatele
- Antonio Machado, Nuevas canciones. De un cancionero apócrifo, Madrid, Castalia, 1971
- Antonio Machado, Juan de Mairena: sentencias, donaires, apuntes y recuerdos de un profesor apócrifo, Madrid, Castalia, 1972
- Azorín, Artículos olvidados de José Martínez Ruiz: 1894-1904, Barcellona, Narcea, 1972
- Azorín. Los pueblos, la Andalucía trágica y otros artículos (1904-1905), Madrid, Castalia, 1978
- Gabriel Ferrater, Mujeres y días, Barcellona, Seix Barral, 1979 (con Pere Gimferrer e José Agustín Goytisolo)
- Pedro Calderón de la Barca, La vida es sueño: drama y auto sacramental, Barcellona, Planeta, 1981
- Azorín, Artículos anarquistas, Barcellona, Lumen, 1992

### Poesia
- Hombre de Dios. Salmos, elegías y oraciones, 1945
- La espera, 1949
- Versos del domingo, 1954
- Voces y acompañamientos para San Mateo, 1959
- La conquista de este mundo, 1960
- Años inciertos, 1970
- Ser de palabra, 1976
- Enseñanzas de la edad. Poesía 1945-1970 (1971)
- Poesías reunidas 1945-1990

### Saggi
- Estudio sobre la palabra poética, 1952
- Historia de la literatura universal, 1956, 3 voll.; 1986, 10 voll. (con Martín de Riquer)
- Nietzsche, de filólogo a Anticristo, 1993
- Diccionario de Historia, Barcellona, Planeta, 1995.
- Cartas a un cura escéptico en materia de arte moderno, Barcellona, Seix Barral, 1959
- Azorín, Barcellona, Planeta, 1971
- Antonio Machado, Madrid, Siglo XXI, 1975
- Conocer Joyce y su obra, 1978
- Breve historia de la literatura española, Madrid, Guadarrama, 1980
- Joyce, Barcellona, 1982
- Vida y muerte de las ideas, 1981
- Movimientos literarios, 1981
- La mente del siglo XX, 1982
- La literatura: Qué era y qué es, Barcellona, Montesinos, 1982
- Breve historia y antología de la estética, Barcellona, Ariel, 1987
- El arte del artículo (1949-1993), Barcellona, 1994
- Diálogos sobre poesía española, Frankfurt; Madrid, Vervuert Verlag Iberoamericana, 1994

### Traduzioni
- Thomas Merton, Veinte poemas, Barcellona, Rialp, 1953
- Rainer Maria Rilke, Cincuenta poesías, Madrid, Ágora, 1954
- Hans Urs von Balthasar, Teología de la historia, Madrid, Guadarrama, 1959
- Charles Dickens, Documentos póstumos del Club Pickwick, Barcellona, Planeta, 1963
- Doris Lessing, Canta la hierba. Barcellona, Seix Barral, 1964
- Rainer Maria Rilke. Obras. Barcellona, Plaza & Janés, 1967
- John Updike, Plumas de paloma y otros relatos, Barcellona, Seix Barral, 1967
- William Shakespeare, Teatro completo, Barcellona, Planeta, 1967-1968 (2 voll.)
- Saul Bellow, Carpe diem: coge la flor del día, Barcellona, Seix Barral, 1968
- Raymond Cartier, La Segunda Guerra Mundial, Parigi/Barcellona, Larousse/Planeta, 1968 II ed.
- Herman Melville, Obras, Barcellona, Planeta, 1968
- Alexandr Alexandrovich Fadeiev; Mihail Alexandrovich Sholojov, La Narrativa soviética, Barcellona, Planeta, 1973 (con Augusto Vidal)
- Christian Morgenstern, Canciones de la horca, Madrid, Visor, 1976
- James Joyce, Ulises, Barcellona, Lumen, 1976
- Henry James, Los papeles de Aspern y otras historias, Barcellona, Planeta, 1978
- Jane Austen, Emma, Barcellona, Lumen, 1978
- Thomas Stearns Eliot, Poesías reunidas, 1909-1962, Madrid, Alianza, 1978
- James Joyce, Stephen el héroe, Barcellona, Lumen, 1978
- Herman Melville, Moby Dick, Barcellona, Bruguera, 1979
- Arthur Conan Doyle, Aventuras de Sherlock Holmes, Barcellona, Bruguera, 1980 (con María Campuzano)
- Johann Wolfgang von Goethe, Fausto, Barcellona, Planeta, 1980
- Rainer Maria Rilke, Elegías de Duino, Barcellona, Lumen, 1980
- William Faulkner, El campo, el pueblo, el yermo, Barcellona, Seix Barral, 1980
- William Faulkner, De esta tierra y más allá, Barcellona, Seix Barral, 1981
- Johann Wolfgang von Goethe, Los sufrimentos del joven Werther, Barcellona, Planeta, 1981
- Alain Fournier, El gran Meaulnes, Barcellona, Bruguera, 1983 (con María Campuzano)
- Friedrich Hölderlin, Poemas, Barcellona, Icaria, 1983
- Rainer Maria Rilke, Cartas a un joven poeta. Madrid: Alianza, 1984
- Johann Wolfgang Goethe, Las afinidades electivas, Barcellona, Icaria, 1984
- Novalis, Himnos a la noche, Barcellona, Icaria, 1985
- Hans Urs von Balthasar, El cristiano y la angustia, Barcellona, Caparrós, 1988
- William Faulkner, Estos trece. Pamplona: Hierbaola, 1994
- Romano Guardini, Obras, Madrid, Cristiandad